# 朝日町役場 (富山県)
朝日町役場（あさひまちやくば）は、富山県にある日本の地方公共団体である朝日町の組織が入り執行機関としての事務を行う施設（役所）。

## 概要
現在の役場の庁舎は1985年（昭和60年）3月に着工し、1986年（昭和61年）4月23日に完成したものである。鉄筋コンクリート4階建て塔屋5階建て、延床面積は約4,800m2（1階1,380.58m2、2階1,276.37m2、3階1,016.16m2、4階1,016.16m2、塔屋116.96m2）。総事業費は17億9,800万円（うち建設工事費は14億3,800万円）。完成当時は町道側入り口にゆったりとした吹き抜けの町民ホールを設け、ロビーやミニ図書館を備えるなど工夫が凝らされていた。また、蓄熱式ヒートポンプの冷暖房が完備され、玄関には4トンのヒスイの原石が飾られている。後ろの庭園には、当地方の偉人である伊東彦四郎の石碑がある。

## 沿革
1885年（明治18年）、小沢氏宅を借用して泊町役場とした。その後、育英小学校の1室を借りるなどしていたが、後に平屋の庁舎を新築して、登記所とともに使用した。その後、1917年（大正6年）に伊東家から寄付された土地に5,113円をかけて泊町役場庁舎を新築され、1954年（昭和29年）に朝日町役場となった。同年8月9日に事務所を増改築し、同年8月25日までには図書館の2階を議会議場として改築した。
1962年（昭和37年）、朝日中学校の旧校舎に役場が移転し、現在の役場が竣工するまで使用された。跡地は現在、明治公園となっていて、行在所の碑と建物が残っている。